# بطولة إفريقيا لكرة الصالات 2008
البطولة الأفريقية لكرة القدم الخماسية المؤهلة لكاس العالم اقيمت البطولة الأفريقية لكرة القدم الخماسية 2008 للكرة الخماسية 2008 في ليبيا وهي البطولة الأفريقية المؤهلة لبطولة العالم لكرة القدم داخل الصالات في البرازيل، وشارك في هذه البطولة 10 فرق قسمت إلى مجموعتين
سيصل إلى بطولة العالم لكرة القدم داخل الصالات بالبرازيل المنتخبان اللذان سيتحصلان على الترتيبين الأول والثاني في مباراة الدور النهائي لهذه البطولة.وهما  ليبيا و مصر

## الفرق المشاركة
- ليبيا
- مصر
- تونس
- المغرب
- الكاميرون
- زامبيا
- أنغولا
- جنوب إفريقيا
- نيجيريا
- موزمبيق

## الملاعب
ثلاث قاعات بمدينة طرابلس
- قاعة الاتحاد الإفريقي (القاعة الرئيسية)
- قاعة قرطبة(قاعة مساندة)
- محمد عاشور(قاعة مساندة)

## المجموعة 1
| المنتخب   | لعب | فوز | تعادل | خسارة | له | عليه | +/- | نقاط |
| --------- | --- | --- | ----- | ----- | -- | ---- | --- | ---- |
| ليبيا     | 4   | 4   | 0     | 0     | 19 | 4    | +15 | 12   |
| المغرب    | 4   | 3   | 0     | 1     | 16 | 6    | +10 | 9    |
| نيجيريا   | 4   | 1   | 1     | 2     | 9  | 12   | -3  | 4    |
| تونس      | 3   | 1   | 0     | 2     | 6  | 10   | -3  | 3    |
| الكاميرون | 4   | 0   | 1     | 3     | 6  | 22   | -16 | 1    |

### المباريات
| رقم المباراة | التاريخ      | الوقت | المنتخب 1 | النتيجة | المنتخب 2 | الملعب                |
| ------------ | ------------ | ----- | --------- | ------- | --------- | --------------------- |
| 2            | 21 مارس 2008 | 14:00 | تونس      | 0 - 5   | المغرب    | قاعة قرطبة            |
| 4            | 21 مارس 2008 | 20:30 | ليبيا     | 4 - 0   | نيجيريا   | قاعة الاتحاد الإفريقي |
| 5            | 22 مارس 2008 | 18:00 | الكاميرون | 3 - 3   | نيجيريا   | قاعة الاتحاد الإفريقي |
| 7            | 22 مارس 2008 | 20:00 | ليبيا     | 4 - 2   | تونس      | قاعة الاتحاد الإفريقي |
| 9            | 23 مارس 2008 | 18:00 | الكاميرون | 1 - 4   | تونس      | قاعة الاتحاد الإفريقي |
| 11           | 23 مارس 2008 | 20:00 | ليبيا     | 4 - 1   | المغرب    | قاعة الاتحاد الإفريقي |
| 15           | 24 مارس 2008 | 18:00 | الكاميرون | 1 - 7   | ليبيا     | قاعة الاتحاد الإفريقي |
| 16           | 24 مارس 2008 | 20:00 | المغرب    | 2 - 1   | نيجيريا   | قاعة قرطبة            |
| 17           | 25 مارس 2008 | 18:00 | نيجيريا   | 5 - 3   | تونس      | قاعة قرطبة            |
| 18           | 25 مارس 2008 | 20:00 | المغرب    | 8 - 1   | الكاميرون | قاعة الاتحاد الإفريقي |

## المجموعة 2
| المنتخب      | لعب | فوز | تعادل | خسارة | له | عليه | +/- | نقاط |
| ------------ | --- | --- | ----- | ----- | -- | ---- | --- | ---- |
| مصر          | 4   | 2   | 2     | 0     | 20 | 7    | +13 | 8    |
| موزمبيق      | 4   | 2   | 1     | 1     | 25 | 12   | +13 | 7    |
| أنغولا       | 4   | 2   | 1     | 1     | 20 | 19   | +1  | 7    |
| جنوب إفريقيا | 4   | 1   | 0     | 3     | 17 | 31   | -14 | 3    |
| زامبيا       | 4   | 1   | 0     | 3     | 13 | 28   | -15 | 3    |

### المباريات
| رقم المباراة | التاريخ      | الوقت | المنتخب 1    | النتيجة | المنتخب 2    | الملعب                |
| ------------ | ------------ | ----- | ------------ | ------- | ------------ | --------------------- |
| 1            | 21 مارس 2008 | 12:00 | جنوب إفريقيا | 4 - 8   | أنغولا       | قاعة قرطبة            |
| 3            | 21 مارس 2008 | 16:00 | مصر          | 9 - 0   | زامبيا       | قاعة قرطبة            |
| 6            | 22 مارس 2008 | 18:00 | مصر          | 8 - 4   | جنوب إفريقيا | قاعة قرطبة            |
| 8            | 22 مارس 2008 | 20:00 | موزمبيق      | 9 - 2   | زامبيا       | قاعة قرطبة            |
| 10           | 23 مارس 2008 | 18:00 | أنغولا       | 2 - 2   | مصر          | قاعة قرطبة            |
| 12           | 23 مارس 2008 | 20:00 | جنوب إفريقيا | 3 - 10  | موزمبيق      | قاعة قرطبة            |
| 13           | 24 مارس 2008 | 18:00 | مصر          | 1 - 1   | موزمبيق      | قاعة قرطبة            |
| 14           | 24 مارس 2008 | 20:00 | زامبيا       | 8 - 4   | أنغولا       | قاعة الاتحاد الإفريقي |
| 19           | 25 مارس 2008 | 18:00 | زامبيا       | 5 - 6   | جنوب إفريقيا | قاعة قرطبة            |
| 20           | 25 مارس 2008 | 20:00 | أنغولا       | 6 - 5   | موزمبيق      | قاعة الاتحاد الإفريقي |

## نصف النهائي
| رقم المباراة | التاريخ      | الوقت | المنتخب 1 | النتيجة | المنتخب 2 | الملعب                |
| ------------ | ------------ | ----- | --------- | ------- | --------- | --------------------- |
| 21           | 28 مارس 2008 | 17:00 | مصر       | 1-4     | المغرب    | قاعة الاتحاد الإفريقي |
| 22           | 28 مارس 2008 | 19:30 | ليبيا     | 1-4     | موزمبيق   | قاعة الاتحاد الإفريقي |

## المركز الثالث
| المغرب | 3 – 1 (ب.و.إ.) | موزمبيق |
| ------ | -------------- | ------- |
|        | تقرير          |         |

## النهائي
| مصر | 3 – 4 (ب.و.إ.) | ليبيا |
| --- | -------------- | ----- |
|     | تقرير          |       |

## المترشحان لكأس العالم 2008 بالبرازيل
- ليبيا
- مصر

## بطل الدورة
| البطولة الأفريقية لكرة القدم الخماسية بطل 2008 |
| ---------------------------------------------- |
| ليبيا اللقب الأول في تاريخه                    |

## الاحصائية العامة للبطولة
1. ليبيا (لعب 6 – له 27 – علية 8 – فوز 6 – تعادل 0 – خسارة 0 – نقاط 18 – فارق 19)
2. مصر (لعب 6 – له 27 – علية 12 – فوز 3 – تعادل 2 – خسارة 1 – نقاط 11 – فارق 15)
3. مغرب (لعب 6 – له 20 – علية 11 – فوز 4 – تعادل 0 – خسارة 2 – نقاط 12 – فارق 9)
4. موزمبيق (لعب 6 – له 27 – علية 19 – فوز 2 – تعادل 1 – خسارة 3 – نقاط 7 – فارق 8)
5. أنغولا (لعب 4 – له 20 – علية 19 – فوز 2 – تعادل 1 – خسارة 1 – نقاط 7 – فارق 1)
6. نيجيريا (لعب 4 – له 9 – علية 12 – فوز 1 – تعادل 1 – خسارة 2 – نقاط 4 – فارق -3)
7. تونس (لعب 4 – له 9 – علية 16 – فوز 1 – تعادل 0 – خسارة 3 – نقاط 3 – فارق 7)
8. جنوب أفريقيا (لعب 4 – له 17 – علية 31 – فوز 1 – تعادل 0 – خسارة 3 – نقاط 3 – فارق -14
9. زامبيا (لعب 4 – له 15 – علية 28 – فوز 1 – تعادل 0 – خسارة 3 – نقاط 3 – فارق -23)
10. كمرون (لعب 4 – له 6 – علية 22 – فوز 0 – تعادل 1 – خسارة 3 – نقاط 1 – فارق -16)

## اقوى هجوم ودفاع
أقوى هجوم
1. أنغولا (5)
2. ليبيا (4,5)
3. مصر (4,5)
4. موزمبيق (4,5)
5. زامبيا (3,75)
6. مغرب (3,33)
7. نيجيريا (2,25)
8. تونس (2,25)
9. جنوب أفريقيا (1,75)
10. كمرون (1,5)

أقوى دفاع
1. ليبيا (1,33)
2. مغرب (1,83)
3. مصر (2)
4. نيجيريا (3)
5. موزمبيق (3,16)
6. زامبيا (3,75)
7. تونس (4)
8. جنوب أفريقيا (4,25)
9. انجولا (4,75)
10. كمرون (5,5)

## هداف الدورة
- ليبيا 4 محمد شاحوت

## أفضل حارس
- ليبيا محمد الشريف

## روابط إضافية
- المنارة للإعلام خدمة بث مباشر
- الموقع الرسمي نسخة محفوظة 27 مارس 2008 على موقع واي باك مشين.
- تغطية حية للبطولة بالصور
- CAF Official Site
- Futsal On RSSSF